# Districte electoral de Gràcia
El districte de Gràcia fou una circumscripció electoral del Congrés dels Diputats utilitzada en les eleccions generals espanyoles entre 1871 i 1898. Es tractava d'un districte uninominal, ja que només era representat per un sol diputat.

## Àmbit geogràfic
L'any 1871, el districte comprenia els municipis de Gràcia, Horta, Sant Adrià de Besòs, Sant Andreu de Palomar, Sant Martí de Provençals i Vallvidrera.
El districte va desaparéixer l'any 1898 a causa de l'agregació de la majoria de municipis del districte a Barcelona el 1897. Sant Adrià de Besòs també es va incorporar al districte de Barcelona.

## Diputats electes
| Elecció | Elecció        | Diputat                                | Partit/Ideologia                    |
| ------- | -------------- | -------------------------------------- | ----------------------------------- |
|         | 1871           | Baldomer Lostau i Prats                | Partit Republicà Democràtic Federal |
|         | Abril 1872     | Francesc Puigjaner i Gual              | Partit Republicà Democràtic Federal |
|         | Agost 1872     | Nicolás Salmerón y Alonso              | Partit Republicà Democràtic Federal |
|         | 1872 (parcial) | Baldomer Roig                          | Partit Republicà Democràtic Federal |
|         | 1873           | Jeroni Fuillerat i Arjona              | Sense dades                         |
|         | 1876           | Josep Maria de Nadal i Vilardaga       | Conservador                         |
|         | 1881           | Vicente de Romero y Baldrich           | Liberal                             |
|         | 1884           | Roque Labajos Arenas                   | Conservador                         |
|         | 1886           | Francesc de Paula de Borbó i Castellví | Liberal                             |
|         | 1887 (parcial) | Josep Bosch i Serrahima                | Liberal                             |
|         | 1891           | Marià Puig i Valls                     | Conservador                         |
|         | 1892 (parcial) | Nicolás Salmerón y Alonso              | Republicà                           |
|         | 1896           | Francesc de Paula de Borbó i Castellví | Liberal                             |
|         | 1898           | Nicolás Salmerón y Alonso              | Republicà                           |

## Resultats electorals

### Dècada de 1890
| Eleccions generals del 27/03/1898 |                   |                           |        |      |
| Partit/Ideologia                  | Partit/Ideologia  | Candidat                  | Vots   | %    |
|                                   | Republicà         | Nicolás Salmerón y Alonso | 2.483  | 69,8 |
|                                   | Altres            | Altres                    | 1.076  | 30,2 |
| Total                             | Total             | Total                     | 3.559  | 100  |
| Cens/participació                 | Cens/participació | Cens/participació         | 24.844 | 14,3 |

| Eleccions generals del 12/04/1896 |                   |                                        |        |      |
| Partit/Ideologia                  | Partit/Ideologia  | Candidat                               | Vots   | %    |
|                                   | Liberal           | Francesc de Paula de Borbó i Castellví | 8.319  | 75,3 |
|                                   | Altres            | Altres                                 | 2.736  | 24,7 |
| Total                             | Total             | Total                                  | 11.055 | 100  |
| Cens/participació                 | Cens/participació | Cens/participació                      | 25.237 | 43,8 |

| Eleccions generals del 05/03/1893 |                   |                           |        |      |
| Partit/Ideologia                  | Partit/Ideologia  | Candidat                  | Vots   | %    |
|                                   | Republicà         | Nicolás Salmerón y Alonso | 7.389  | 83,1 |
|                                   | Altres            | Altres                    | 1.504  | 16,9 |
| Total                             | Total             | Total                     | 8.893  | 100  |
| Cens/participació                 | Cens/participació | Cens/participació         | 23.043 | 38,6 |

| Elecció parcial del 17/04/1892 |                  |                           |       |      |
| Partit/Ideologia               | Partit/Ideologia | Candidat                  | Vots  | %    |
|                                | Republicà        | Nicolás Salmerón y Alonso | 7.422 | 82,7 |
|                                | Altres           | Altres                    | 1.549 | 17,3 |
| Total                          | Total            | Total                     | 8.971 | 100  |

| Eleccions generals del 01/02/1891 |                   |                    |        |      |
| Partit/Ideologia                  | Partit/Ideologia  | Candidat           | Vots   | %    |
|                                   | Conservador       | Marià Puig i Valls | 5.285  | 46,4 |
|                                   | Altres            | Altres             | 6.097  | 53,6 |
| Total                             | Total             | Total              | 11.382 | 100  |
| Cens/participació                 | Cens/participació | Cens/participació  | 21.651 | 52,6 |

### Dècada de 1880
| Elecció parcial del 23/01/1887 |                  |                         |      |      |
| Partit/Ideologia               | Partit/Ideologia | Candidat                | Vots | %    |
|                                | Liberal          | Josep Bosch i Serrahima | 836  | 87,4 |
|                                | Altres           | Altres                  | 121  | 12,6 |
| Total                          | Total            | Total                   | 957  | 100  |

| Eleccions generals del 04/04/1886 |                  |                                        |       |      |
| Partit/Ideologia                  | Partit/Ideologia | Candidat                               | Vots  | %    |
|                                   | Liberal          | Francesc de Paula de Borbó i Castellví | 586   | 47,4 |
|                                   | Altres           | Altres                                 | 649   | 52,6 |
| Total                             | Total            | Total                                  | 1.235 | 100  |

| Eleccions generals del 27/04/1884 |                  |                      |       |      |
| Partit/Ideologia                  | Partit/Ideologia | Candidat             | Vots  | %    |
|                                   | Conservador      | Roque Labajos Arenas | 1.053 | 88,9 |
|                                   | Altres           | Altres               | 131   | 11,1 |
| Total                             | Total            | Total                | 1.184 | 100  |

| Eleccions generals del 20/08/1881 |                  |                              |      |      |
| Partit/Ideologia                  | Partit/Ideologia | Candidat                     | Vots | %    |
|                                   | Liberal          | Vicente de Romero y Baldrich | 834  | 92,8 |
|                                   | Altres           | Altres                       | 65   | 7,2  |
| Total                             | Total            | Total                        | 899  | 100  |

### Dècada de 1870
| Eleccions generals del 20/04/1879 |                  |                                  |      |      |
| Partit/Ideologia                  | Partit/Ideologia | Candidat                         | Vots | %    |
|                                   | Conservador      | Josep Maria de Nadal i Vilardaga | 266  | 32,6 |
|                                   | Altres           | Altres                           | 549  | 67,4 |
| Total                             | Total            | Total                            | 815  | 100  |

| Eleccions generals del 20/01/1876 |                  |                                  |       |      |
| Partit/Ideologia                  | Partit/Ideologia | Candidat                         | Vots  | %    |
|                                   | Conservador      | Josep Maria de Nadal i Vilardaga | 1.739 | 43,4 |
|                                   | Altres           | Altres                           | 2.265 | 56,6 |
| Total                             | Total            | Total                            | 4.004 | 100  |

| Eleccions generals del 10/05/1873 |                  |                           |       |      |
| Partit/Ideologia                  | Partit/Ideologia | Candidat                  | Vots  | %    |
|                                   | Sense dades      | Jeroni Fuillerat i Arjona | 3.644 | 50,0 |
|                                   | Altres           | Altres                    | 3.647 | 50,0 |
| Total                             | Total            | Total                     | 7.291 | 100  |

| Elecció parcial del 23/11/1872 |                                     |               |      |      |
| Partit/Ideologia               | Partit/Ideologia                    | Candidat      | Vots | %    |
|                                | Partit Republicà Democràtic Federal | Baldomer Roig | 320  | 50,9 |
|                                | Altres                              | Altres        | 309  | 49,1 |
| Total                          | Total                               | Total         | 629  | 100  |

| Eleccions generals del 24/08/1872 |                                     |                           |       |      |
| Partit/Ideologia                  | Partit/Ideologia                    | Candidat                  | Vots  | %    |
|                                   | Partit Republicà Democràtic Federal | Nicolás Salmerón y Alonso | 2.238 | 99,5 |
|                                   | Altres                              | Altres                    | 12    | 0,5  |
| Total                             | Total                               | Total                     | 2.250 | 100  |

| Eleccions generals del 03/04/1872 |                                     |                           |       |      |
| Partit/Ideologia                  | Partit/Ideologia                    | Candidat                  | Vots  | %    |
|                                   | Partit Republicà Democràtic Federal | Francesc Puigjaner i Gual | 3.005 | 97,4 |
|                                   | Altres                              | Altres                    | 79    | 2,6  |
| Total                             | Total                               | Total                     | 3.084 | 100  |

| Eleccions generals del 08/03/1871 |                                     |                         |       |      |
| Partit/Ideologia                  | Partit/Ideologia                    | Candidat                | Vots  | %    |
|                                   | Partit Republicà Democràtic Federal | Baldomer Lostau i Prats | 2.773 | 67,1 |
|                                   | Altres                              | Altres                  | 1.360 | 32,9 |
| Total                             | Total                               | Total                   | 4.133 | 100  |